# Oligoplites saliens
El zapatero castín o simplemente zapatero, también llamado caspin (en Colombia) y zapatero boquiguana (en Venezuela), es la especie de pez marino Oligoplites saliens de la familia Carangidae en el orden de los Perciformes.

## Morfología
Los machos pueden llegar alcanzar los 50 cm de longitud total, aunque la longitud máxima suele ser de 35 cm.

## Hábitat y distribución geográfica
Vive en aguas marinas salobres de conducta bentopelágica, a menudo penetra en los estuarios de los ríos. Se distribuye por la costa atlántica desde Honduras hasta Uruguay.